# Mickaël Conjungo
Mickaël Glenn Conjungo Taumhas (Bangui, 6 maggio 1969) è un discobolo centrafricano naturalizzato francese.

## Biografia
Nato sulle sponde del fiume Ubangi nella capitale della Repubblica Centrafricana, Conjungo ha rappresentato il proprio paese d'origine nelle maggiori manifestazioni africane ed intercontinentali gareggiando nel lancio del disco a partire dal 1991. Ha preso parte a tre edizioni consecutive dei Giochi olimpici, senza mai raggiungere la finale. Maggior successo ha riscontrato in ambito continentale, vincendo alcune medaglie ai Campionati africani.
Dal 2002, lasciata la squadra nazionale ed ottenuto la cittadinanza francese, compete nelle competizioni nazionali in Europa oltre ad essere un allenatore di lanci.
È fratello minore dell'ostacolista Maria-Joëlle Conjungo.

## Record nazionali
- Lancio del disco: 63,78 m ( Sorgues, 7 luglio 1994)

## Palmarès
| Anno                                       | Manifestazione           | Sede         | Evento           | Risultato | Prestazione | Note |
| ------------------------------------------ | ------------------------ | ------------ | ---------------- | --------- | ----------- | ---- |
| In rappresentanza della Rep. Centrafricana |                          |              |                  |           |             |      |
| 1991                                       | Mondiali                 | Tokyo        | Lancio del disco | 33º (q)   | 53,02 m     |      |
| 1992                                       | Giochi olimpici          | Barcellona   | Lancio del disco | 24º (q)   | 57,46 m     |      |
| 1993                                       | Campionati africani      | Durban       | Lancio del disco | Oro       | 59,92 m     |      |
| 1993                                       | Universiadi              | Buffalo      | Lancio del disco | 8º        | 57,38 m     |      |
| 1993                                       | Mondiali                 | Stoccarda    | Lancio del disco | 25º (q)   | 53,60 m     |      |
| 1994                                       | Giochi della Francofonia | Bondoufle    | Lancio del disco | Argento   | 60,40 m     |      |
| 1995                                       | Universiadi              | Fukuoka      | Lancio del disco | 6º        | 58,52 m     |      |
| 1995                                       | Mondiali                 | Göteborg     | Lancio del disco | 32º (q)   | 57,36 m     |      |
| 1995                                       | Giochi panafricani       | Harare       | Lancio del disco | Argento   | 58,94 m     |      |
| 1996                                       | Giochi olimpici          | Atlanta      | Lancio del disco | 34º (q)   | 55,34 m     |      |
| 1997                                       | Mondiali                 | Atene        | Lancio del disco | 29º (q)   | 57,82 m     |      |
| 1997                                       | Giochi della Francofonia | Antananarivo | Lancio del disco | Bronzo    | 57,47 m     |      |
| 1998                                       | Campionati africani      | Dakar        | Lancio del disco | Bronzo    | 57,52 m     |      |
| 1999                                       | Mondiali indoor          | Siviglia     | Lancio del disco | 22º (q)   | 59,16 m     |      |
| 1999                                       | Giochi panafricani       | Johannesburg | Lancio del disco | Bronzo    | 57,09 m     |      |
| 1999                                       | Giochi panafricani       | Johannesburg | Getto del peso   | 6º        | 14,05 m     |      |
| 2000                                       | Campionati africani      | Algeri       | Lancio del disco | Argento   | 59,58 m     |      |
| 2000                                       | Giochi olimpici          | Sydney       | Lancio del disco | 35º (q)   | 57,85 m     |      |
| 2001                                       | Giochi della Francofonia | Ottawa       | Lancio del disco | 8º        | 55,78 m     |      |